# Cerocepheus mirabilis
Cerocepheus mirabilis är en kvalsterart som beskrevs av Trägårdh 1931. Cerocepheus mirabilis ingår i släktet Cerocepheus och familjen Cerocepheidae. Inga underarter finns listade i Catalogue of Life.